# Lorenzo Fernández
Lorenzo Fernández (Redondela, 1900. május 20. – Montevideo, 1973. november 16.), olimpiai és világbajnok uruguayi válogatott labdarúgó, edző.
Az uruguayi válogatott tagjaként részt vett az 1930-as világbajnokságon az 1928. évi nyári olimpiai játékokon illetve az 1926-os, az 1927-es, az 1929-es és az 1935-ös Dél-amerikai bajnokságon.

## Sikerei, díjai
Peñarol
- Uruguayi bajnok (4): 1928, 1929, 1932, 1935

Uruguay
- Világbajnok (1): 1930
- Dél-amerikai bajnok (2): 1926, 1935
- Olimpiai bajnok (1): 1928

## Külső hivatkozások
- Statisztika az RSSSF.com honlapján
- Világbajnok keretek az RSSSF.com honlapján
- Lorenzo Fernández a FIFA.com honlapján